# Laurie (wyspa)
Laurie – druga pod względem powierzchni wyspa Orkadów Południowych, położona najdalej na wschód (nie licząc niewielkich skał). Do wyspy roszczą sobie prawa Argentyna, uznająca ją za część Antarktydy Argentyńskiej, oraz Wielka Brytania, uznająca ją za część Brytyjskiego Terytorium Antarktycznego. Na mocy postanowień traktatu antarktycznego wszelkie roszczenia zostały czasowo zawieszone, gdyż wyspa leży na południe od równoleżnika 60° S.

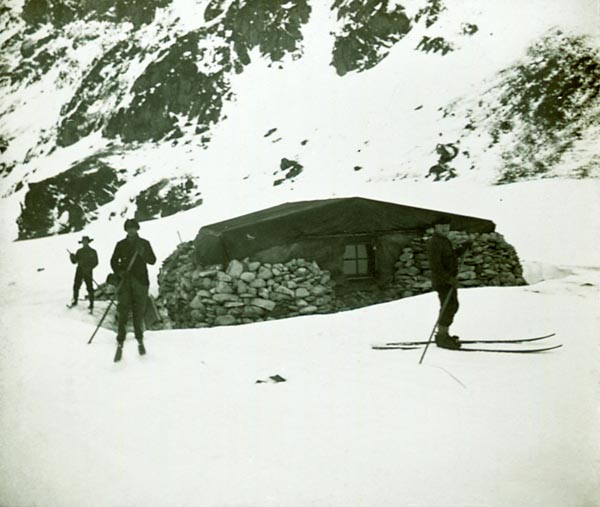
Omond House i szkoccy badacze w 1903 roku

Pierwsza stacja badawcza na Laurie, Omond House, została założona w ramach Szkockiej Wyprawy Antarktycznej prowadzonej przez Williama S. Bruce'a w 1902 roku, jednak już w 1904 Wielka Brytania odmówiła dalszego finansowania wyprawy. Stacja została oddana Argentyńczykom i przekształcona w działającą do dziś argentyńską stację Orcadas.